# کریستین فرای

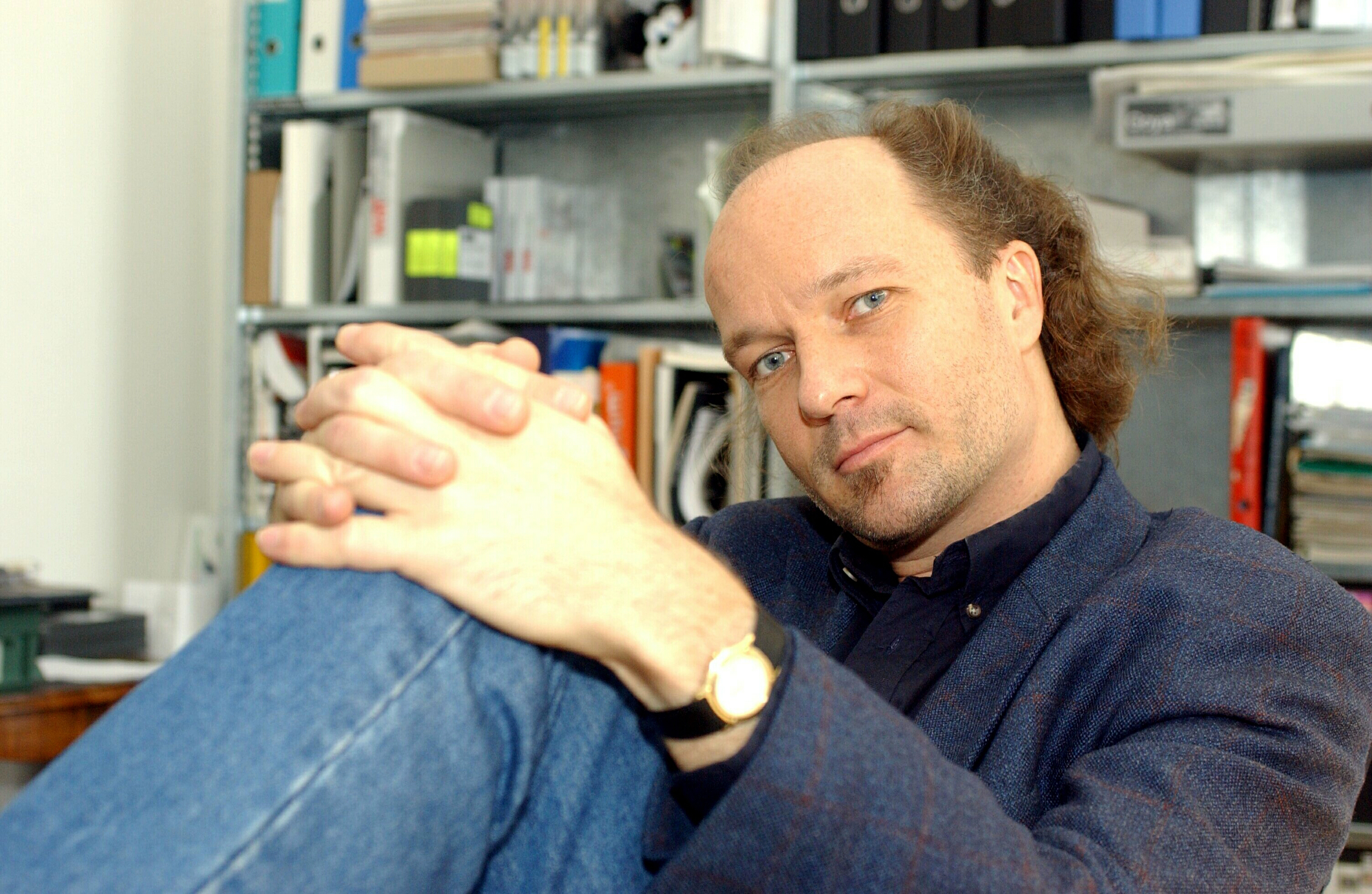
فرای در سال ۲۰۱۲

کریستین فرای (به آلمانی: Christian Frei) (زادروز ۱۹۵۹) کارگردان و فیلمساز اهل سوئیس است. شهرت وی بیشتر به‌دلیل ساخت مستندهای عکاس جنگ (۲۰۰۱) و بوداهای غول‌پیکر (۲۰۰۵) است که موضوع هردوی آنها، جنگ و تسامح می‌باشد.